# A Matter of Life and Death
Cet article concerne l'album d'Iron Maiden. Pour le film de Michael Powell et Emeric Pressburger, voir Une question de vie ou de mort ("A Matter of Life and Death").
Albums de Iron Maiden
Death on the Road
(2005) Somewhere Back in Time
(2008)
Singles
A Matter of Life and Death est le quatorzième album studio du groupe britannique de heavy metal Iron Maiden. Sa date de parution diffère selon les pays, car étant sorti en Italie et en Finlande le 25 août 2006, le 5 septembre 2006 au Canada, aux États-Unis et au Japon. Il devient néanmoins disponible pour le reste de la planète le 28 août 2006. Il s'agit du premier album d'Iron Maiden à atteindre le top 10 du U.S Billboard, tout en réalisant des prestations commerciales équivalentes dans les autres pays.
Malgré le fait qu'il ne s'agisse pas d'un album-concept, la guerre et la religion demeurent des thèmes récurrents, la pochette illustrant le premier thème.
L'album est le seul que le groupe ait joué en entier lors de sa tournée de promotion, le A Matter of Life and Death Tour.

## Contexte
Iron Maiden commença l'écriture de ses nouvelles chansons vers la fin de l'année 2005, après la pause ayant fait suite à la série de prestations dans le cadre de plusieurs festivals américains et européens, le Eddie Rips Up the World Tour. Noël 2005 coïncida avec le bouclage de l'écriture, et les premiers enregistrements commencèrent début 2006 aux Sarm West Studios de Londres avec leur producteur habituel, Kevin Shirley.
Afin de donner à leur album un son plus "live" l'album ne fut pas masterisé. Le producteur, Kevin Shirley déclara à ce sujet : "J'ai parlé à 'Arry (Steve Harris), et il s'est déclaré contre la masterisation de l'album...Cela signifie que vous écouterez l'album exactement comme il fut enregistré en studio, sans rajout d'effets sonores. Et je suis forcé d'avouer que je suis plutôt satisfait du résultat.".
Dans un entretien accordé à Metal Hammer en septembre 2006, le chanteur principal Bruce Dickinson déclara que " tout le monde était prêt à aller jusqu'au bout pour cet enregistrement, mais [que] l'album fut tellement facile à enregistrer". Il rajouta qu'il ne fallut que deux mois au groupe pour enregistrer l'album dans son intégralité. Steve Harris déclara enfin que "ce que l'on entendra sera souvent des premières prises satisfaisantes". Quand il vînt à parler du style musical dominant, il considère le nouvel album comme étant "le plus lourd de tous, mais également très orienté vers le progressif, non pas au sens moderne, mais plus à la Dream Theater, du prog-rock des années 70".
Il s'agit du quatrième album du groupe dont le titre n'est pas celui d'une chanson de cet album, après Piece of Mind, The X Factor et Virtual XI. Le batteur, Nicko McBrain et le guitariste Janick Gers ont prétendu qu'à l'origine, l'album était censé porter le nom d'une des pistes, "The Pilgrim" et "The Legacy" étant privilégiées (se référer à la liste des titres en fin d'article). D'après Gers, « quelquefois, un titre surgit comme ça et semble être évident, mais pour cet album, ce ne fut pas le cas », ce qui poussa le groupe à opter pour A Matter of Life and Death, référence au film du même nom. Ni Gers ni McBrain ne peuvent se souvenir de qui vînt à proposer ce titre, malgré le fait qu'ils proposent trois noms : Steve Harris, Rod Smallwood (le manager) ou Drew (un ingénieur aux Sarm West Studios.)
La pochette fut mise au point par Tim Bradstreet, artiste américain connu pour ses travaux sur les bandes dessinées Hellblazer et Punisher.
Durant la première année de la tournée A Matter of Life and Death, le groupe joua l'album dans son intégralité, chose qui ne fut cependant pas chaleureusement accueillie. Cependant, le groupe continua sur cette lancée, Nicko McBrain estimant qu'il s'agissait "du meilleur album que j'ai fait avec ce groupe" et que " beaucoup de gens étaient très heureux d'écouter cet album en entier", Dickinson prétendant qu'agir ainsi contribuait au fait que les fans du groupe "nous supportent toujours car nous sommes toujours une entité musicale active".

## Singles
Le premier single à avoir été publié fut "The Reincarnation of Benjamin Breeg", le 14 août 2006. Le 10 août sortait "Different World", en streaming sur le site officiel du groupe, tout comme "Brighter Than a Thousand Suns" le jour suivant. "Different World" fut largement diffusé dans les différentes chaînes radios du monde.

## Documentaire
En plus de la version CD standard, l'album fut également édité en version limitée qui contenait un DVD bonus. Le DVD, qui dure presque une heure, consiste en une demi-heure de documentaire relatif à la conception de l'album, la suite étant dédiée à une compilation de vidéos et de photos du groupe pendant cette période. Ce documentaire, "The Making of A Matter of life and Death", réalisé par Matthew Amos (réalisateur de The Early Days et de Death on the Road entre autres) est un ensemble de prises faites par Kevin Shirley pendant l'enregistrement de l'album, donnant aux fans un regard "derrière les scènes" concernant la vie dans les studios. Le DVD contenait également une vidéo de promotion du single "The Reincarnation of Benjamin Breeg", et une vidéo spéciale du groupe en train d'enregistrer "Different World" en studio. L'album fut également mis à disposition des fans en format vinyle et en téléchargement.

## Réception et critiques
L'album fut acclamé par les critiques, Metal Hammer lui attribuant une note de 10 sur 10, déclarant qu'"Iron Maiden se sont définitivement surpassés", ajoutant qu'il s'agit "d'un album fascinant". Sputnikmusic a également attribué à l'album la note maximale, ajoutant en commentaire que "cet album contient tout ce que les fans veulent entendre, excitant, narration fidèle au style "Maidenien", riffs agressifs, solos majestueux, ou harmonies mélodiques.". BBC Music loua le groupe pour "son habileté d'écrire des superbes paroles enlacées par des nappes de guitares caractéristiques du groupe", concluant que " En ce monde de désespérante médiocrité musicale, voici un groupe britannique qui façonne constamment une musique fantastique qui surprend critiques et fans à chaque album". IGN attribua à l'album la note de 8.3 sur 10, arguant que l'album est "le meilleur du groupe depuis Piece of Mind". PopMatters le nota 8 sur 10, prétendant qu'il s'agissait là " de l'album le plus uniforme depuis Seventh Son of a Seventh Son, celui qui donne naissance à des hymnes pour les foules de fans et qui favorise des compositions massives". Classic Rock évalua l'album sur une échelle de 10,  lui attribuant la note de 9 et déclarant qu'il "[cet album] n'était pas seulement le meilleur du groupe depuis les années 1980, mais certainement le meilleur depuis Piece of Mind". Le magazine le récompensa du titre de "l'Album de l'Année" en 2006.
Rolling Stone évalua l'album en lui affublant la note de 3 sur 5, trouvant la musique et les paroles "pertinentes", malgré le fait que le magazine prétend que les "chansons marchent quand auparavant elles galopaient", sous-entendant que le groupe "vieillit gracieusement". AllMusic fut également moins enthousiaste, attribuant un 3.5/5 à l'album, avec en commentaire : "Une expérience plus élaborée et tortueuse que [son prédécesseur] Dance of Death, mais une expérience gratifiante pour les fans pouvant accepter et admirer les excès occasionnels du groupe.".

## Liste des titres
| No  | Titre                               | Auteur                                      | Durée |
| --- | ----------------------------------- | ------------------------------------------- | ----- |
| 1.  | Different World                     | Steve Harris, Adrian Smith                  | 4:17  |
| 2.  | These Colours Don't Run             | Steve Harris, Adrian Smith, Bruce Dickinson | 6:52  |
| 3.  | Brighter Than a Thousand Suns       | Steve Harris, Adrian Smith, Bruce Dickinson | 8:44  |
| 4.  | The Pilgrim                         | Steve Harris, Janick Gers                   | 5:07  |
| 5.  | The Longest Day                     | Steve Harris, Adrian Smith, Bruce Dickinson | 7:46  |
| 6.  | Out of the Shadows                  | Steve Harris, Bruce Dickinson               | 5:36  |
| 7.  | The Reincarnation of Benjamin Breeg | Steve Harris, Dave Murray                   | 7:22  |
| 8.  | For the Greater Good of God         | Steve Harris                                | 9:22  |
| 9.  | Lord of Light                       | Steve Harris, Adrian Smith, Bruce Dickinson | 7:23  |
| 10. | The Legacy                          | Steve Harris, Janick Gers                   | 9:25  |

## Musiciens
- Bruce Dickinson : chant
- Dave Murray : guitare
- Adrian Smith : guitare
- Janick Gers : guitare
- Steve Harris : basse, claviers
- Nicko McBrain : batterie

## Charts
| Pays             | Chart                   | Meilleure position | Nombre de semaines | Première entrée    | Réf    |
| ---------------- | ----------------------- | ------------------ | ------------------ | ------------------ | ------ |
| Allemagne        | Media Control Charts    | 1                  | 12                 | 30 août 2006       | [ 26 ] |
| Australie        | ARIA Charts             | 12                 | 3                  | 10 septembre 2006  | [ 27 ] |
| Autriche         | Ö3 Austria Top 40       | 4                  | 8                  | 8 septembre 2006   | [ 28 ] |
| Belgique (FR)    | Ultratop                | 7                  | 8                  | 8 septembre 2006   | [ 29 ] |
| Belgique (NL)    | Ultratop                | 8                  | 12                 | 2 septembre 2006   | [ 30 ] |
| Canada           | Canadian Albums Chart   | 2                  | 1                  | 23 septembre 2006  | [ 31 ] |
| Danemark         | Tracklisten             | 8                  | 5                  | 8 septembre 2006   | [ 32 ] |
| Espagne          | PROMUSICAE              | 4                  | 9                  | 3 septembre 2006   | [ 33 ] |
| États-Unis       | Billboard 200           | 9                  | 7                  | 23 septembre 2006  | [ 31 ] |
| États-Unis       | Top Independent Albums  | 1                  | 18                 | 23 septembre 2006  | [ 31 ] |
| États-Unis       | Rock Albums             | 4                  | 2                  | 23 septembre 2006  | [ 31 ] |
| Finlande         | Mitä hittiä             | 1                  | 12                 | 35e semaine (2006) | [ 34 ] |
| France           | SNEP                    | 5                  | 17                 | 2 septembre 2006   | [ 35 ] |
| Italie           | FIMI                    | 1                  | 6                  | 31 août 2006       | [ 36 ] |
| Norvège          | VG-lista                | 2                  | 14                 | 36e semaine (2006) | [ 37 ] |
| Nouvelle-Zélande | RIANZ                   | 16                 | 5                  | 4 septembre 2006   | [ 38 ] |
| Pays-Bas         | Dutch Top 40            | 7                  | 10                 | 2 septembre 2006   | [ 39 ] |
| Portugal         | TAFP                    | 11                 | 4                  | 36e semaine (2006) | [ 40 ] |
| Royaume-Uni      | UK Albums Chart         | 4                  | 5                  | 9 septembre 2006   | [ 41 ] |
| Royaume-Uni      | UK Rock and Metal Chart | 1                  | -                  | 9 septembre 2006   | [ 42 ] |
| Suède            | Sverigetopplistan       | 1                  | 18                 | 7 septembre 2006   | [ 43 ] |
| Suisse           | Swiss Music Charts      | 2                  | 11                 | 10 septembre 2006  | [ 44 ] |

## Certifications
| Pays        | Certifié   | Ventes  |
| ----------- | ---------- | ------- |
| Brésil      | Or         | 50 000+ |
| Canada      | Or         | 50 000+ |
| Royaume-Uni | Or         | 100 000 |
| Inde        | Platine 2x | 40 000+ |
| Finlande    | Platine    | 30 000+ |
| Suède       | Or         | 30 000+ |
| Grèce       | Or         | 10 000+ |
| Italie      | Or         | 10 000+ |
| Suisse      | Or         | 15 000+ |